# Матч за звання чемпіона світу із шахів 1969

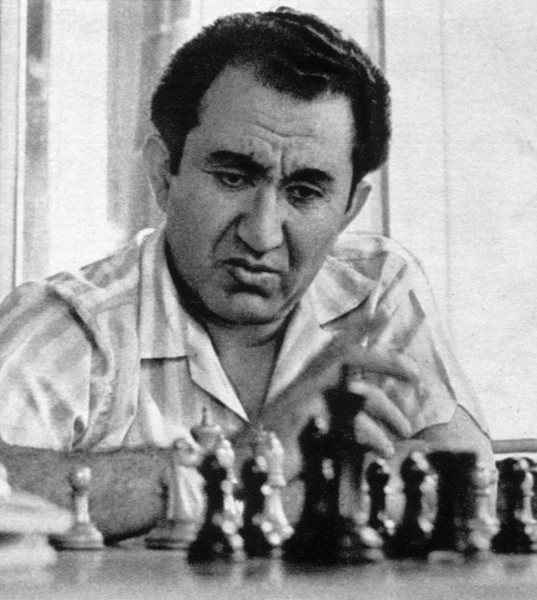
Тигран Петросян

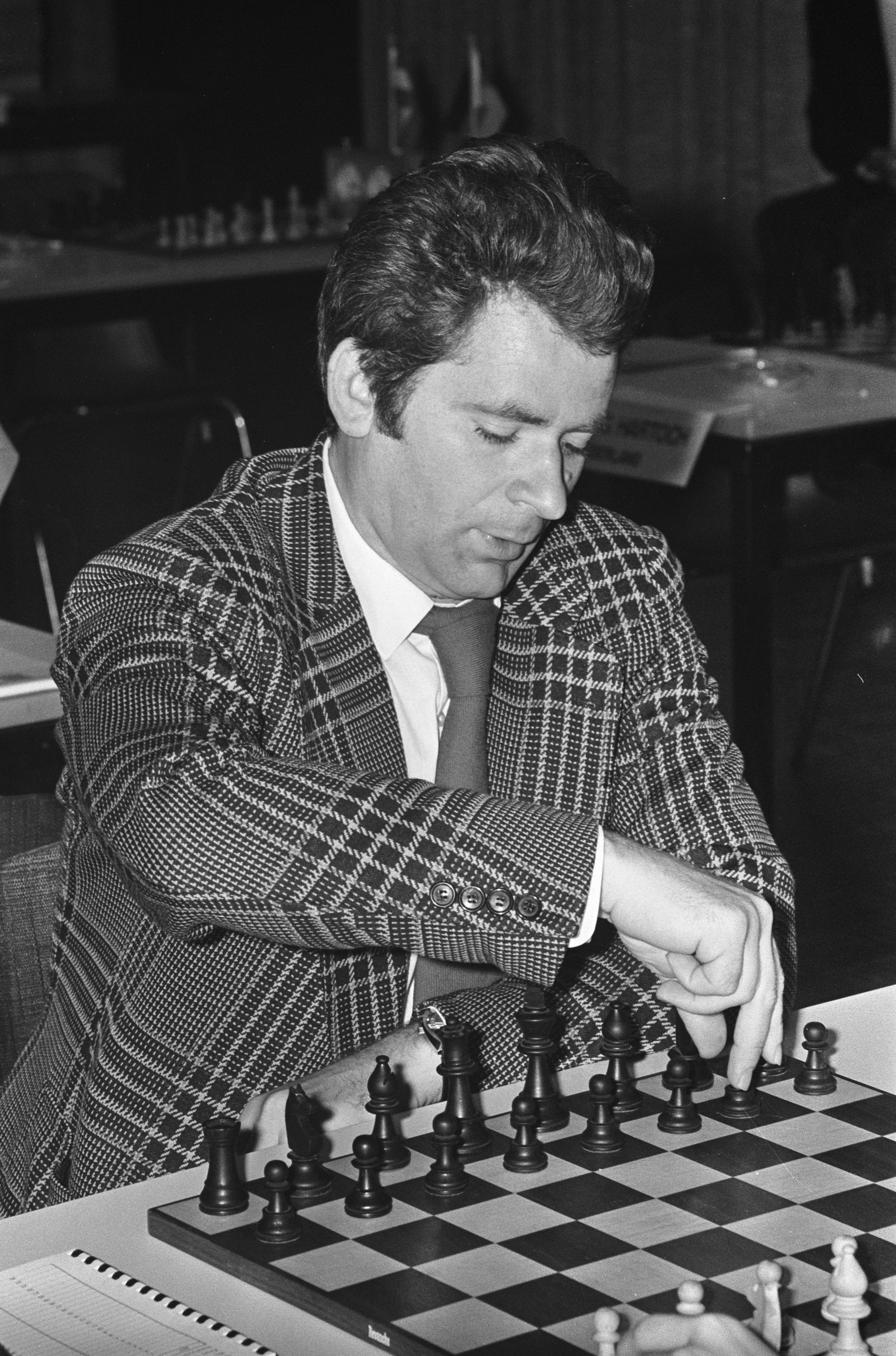
Борис Спаський

Матч за звання чемпіона світу із шахів був проведений у Москві з 14 квітня по 17 червня 1969 року. Чинний чемпіон Тигран Петросян програв матч претендентові Борису Спаському, переможцем матчів претендентів 1968 року, з рахунком 10½ — 12½ і, згідно з правилами ФІДЕ, втратив титул чемпіона. Борис Спаський був проголошений десятим чемпіоном світу з шахів.

## Перебіг
За регламентом матч триває 24 партії, або до моменту, коли хтось із гравців набере понад 12 очок. За рахунку 12:12 чемпіон зберігає титул.
Матч відбувався в Московському театрі естради. Головний арбітр — Альберік О'Келлі (Бельгія), арбітр — Мірослав Філіп (Чехословаччина). Секундант Петросяна — І. Болеславський, секундант Спаського — І. Бондаревський.
|                 | 1 | 2 | 3 | 4 | 5 | 6 | 7 | 8 | 9 | 10 | 11 | 12 | 13 | 14 | 15 | 16 | 17 | 18 | 19 | 20 | 21 | 22 | 23 | Очки |
| --------------- | - | - | - | - | - | - | - | - | - | -- | -- | -- | -- | -- | -- | -- | -- | -- | -- | -- | -- | -- | -- | ---- |
| Борис Спаський  | 0 | ½ | ½ | 1 | 1 | ½ | ½ | 1 | ½ | 0  | 0  | ½  | ½  | ½  | ½  | ½  | 1  | ½  | 1  | 0  | 1  | ½  | ½  | 12½  |
| Тигран Петросян | 1 | ½ | ½ | 0 | 0 | ½ | ½ | 0 | ½ | 1  | 1  | ½  | ½  | ½  | ½  | ½  | 0  | ½  | 0  | 1  | 0  | ½  | ½  | 10½  |

Першу партію Спаський грав білими й володів ініціативою, але під час догравання Петросян вирівняв гру, на 52-у ході Спаський грубо помилилися і незабаром здався.
У другій партії претендент мав певну позиційну перевагу, однак погодившись на низку розмінів фігур, дав можливість чемпіонові спростити гру й довести її до нічиєї. Ось що сказав І. Болеславський, секундант Петросяна в матчі: «Ця партія, хоча ззовні протікала досить спокійно, як мені здається, мала серйозний вплив на подальший перебіг матчу. Спаський переконався, що позиційне чуття може підвести Петросяна, що у своїх улюблених позиціях він починає почувати себе не зовсім упевнено».
У третій грі Спаський грав білими, застосував дебютну новинку в сицилійському захисті й мав краще розташування фігур. На 12-у і 14-у ходах білі вибрали не найсильніше продовження, партія завершилась поділом очка.
Четверта партія до 14-го ходу повторювала другу, що свідчило про те, що Спаський не боїться грати закриті дебюти, які вважають стихією Петросяна. У мітельшпілі чемпіон зробив низку слабких ходів, чим скористалися чорні. Претендент переміг і зрівняв рахунок у матчі.
У п'ятій партії Спаський поступово нарощував перевагу, змусивши Петросяна здатися вже після 30 ходів.
Шосту партію шахісти провели обережно, погодившись на нічию.
Сьома партія завершилась спокійною нічиєю.
У восьмій партії Спаський поступово заволодів ініціативою й довів справу до перемоги. Рахунок став 5:3 на користь претендента.
У дев'ятій партії Петросян не передбачив комбінації суперника, через яку довелось пожертвувати якість. Партію відклали в кращій для Спаського позиції, однак під час догравання він зіграв неточно й Петросян зумів вибороти нічию.
Врятована позиція в попередній грі позитивно вплинула на Петросяна й на деякий час вибила з рівноваги Спаського. Десяту партію чемпіон провів на високому рівні — краще розіграв дебют, затиснув фігури суперника в мітельшпілі та провів невелику комбінацію, після якої чорні (претендент) зазнали матеріальних втрат і здались. Бондаревський назвав цю партію найкращою для Петросяна в усьому матчі.
В одинадцятій грі чорні (Петросян) здобули ініціативу на ферзевому фланзі, прорвалися в табір білих і розпочали атаку на короля. Білі здалися й рахунок у матчі зрівнявся — 5½:5½.
У дванадцятому поєдинку Петросян краще розіграв дебют, а позиція чорних (Спаський) виявилася неприємною через незахищеного пішака c6, бо білопольний слон на h5, який міг би її захистити, застряг на протилежному фланзі. Білі могли форсувати перемогу, але грали надто позиційно та «академічно» й у цейтноті допустив пішакову атаку чорних по лініях «g» і «f». Ролі сторін кардинально змінилися — в дограванні вже білі змушені були захищатися. Партія завершилась внічию.
У тринадцятій партії вірменський шахіст уперше за два матчі (1966 і 1969) зіграв 1. … e5. Це вказувало на те, що чемпіон підготував домашні варіанти, тому Спаський вибрав спокійне продовження, яке унеможливлює гостру гру. Нічия.
План Петросяна на чотирнадцяту партію вималювався виходячи з ходів Спаського — претендент допустив створення «висячих» пішаків c5 і d5, на які розпочинають тиск білі. Наступ змусив чорного короля втекти в центр шахівниці, де він ледь не отримав мат. Чорні мусили пожертвувати якість, чітко грали і добилися свого — після багатогодинної боротьби Петросян у явно виграшній позиції помилився й дозволив претендентові врятувати нічию.
У сімнадцятій партії чемпіон мав краще становище, однак у середині гри вирішив запропонувати нічию. Спаський відчув, що противник почувається невпевнено, відмовився від поділу очка й пішов на загострення. Петросян припустився помилки й партію відклали в ситуації, де його позиція вже була слабкою. Під час догравання наступного дня Спаський довів партію до перемоги.
У вісімнадцятій партії в рівній боротьбі чорні (Спаський) отримали невелику перевагу, але не змогли її реалізувати. Нічия.
|   | a | b | c | d | e | f | g | h |   |
| 8 | a8 чорна тура · c8 чорний слон · e8 чорна тура · f8 чорний слон · g8 чорний король · b7 чорний пішак · f7 чорний пішак · g7 чорний пішак · a6 чорний пішак · d6 чорний пішак · e6 чорний пішак · f6 чорний кінь · h6 чорний пішак · a5 чорний ферзь · d4 білий кінь · e4 білий пішак · f4 білий пішак · g4 білий пішак · b3 білий слон · c3 білий кінь · a2 білий пішак · b2 білий пішак · c2 білий пішак · d2 білий ферзь · h2 білий пішак · b1 білий король · d1 біла тура · e1 біла тура | a8 чорна тура · c8 чорний слон · e8 чорна тура · f8 чорний слон · g8 чорний король · b7 чорний пішак · f7 чорний пішак · g7 чорний пішак · a6 чорний пішак · d6 чорний пішак · e6 чорний пішак · f6 чорний кінь · h6 чорний пішак · a5 чорний ферзь · d4 білий кінь · e4 білий пішак · f4 білий пішак · g4 білий пішак · b3 білий слон · c3 білий кінь · a2 білий пішак · b2 білий пішак · c2 білий пішак · d2 білий ферзь · h2 білий пішак · b1 білий король · d1 біла тура · e1 біла тура | a8 чорна тура · c8 чорний слон · e8 чорна тура · f8 чорний слон · g8 чорний король · b7 чорний пішак · f7 чорний пішак · g7 чорний пішак · a6 чорний пішак · d6 чорний пішак · e6 чорний пішак · f6 чорний кінь · h6 чорний пішак · a5 чорний ферзь · d4 білий кінь · e4 білий пішак · f4 білий пішак · g4 білий пішак · b3 білий слон · c3 білий кінь · a2 білий пішак · b2 білий пішак · c2 білий пішак · d2 білий ферзь · h2 білий пішак · b1 білий король · d1 біла тура · e1 біла тура | a8 чорна тура · c8 чорний слон · e8 чорна тура · f8 чорний слон · g8 чорний король · b7 чорний пішак · f7 чорний пішак · g7 чорний пішак · a6 чорний пішак · d6 чорний пішак · e6 чорний пішак · f6 чорний кінь · h6 чорний пішак · a5 чорний ферзь · d4 білий кінь · e4 білий пішак · f4 білий пішак · g4 білий пішак · b3 білий слон · c3 білий кінь · a2 білий пішак · b2 білий пішак · c2 білий пішак · d2 білий ферзь · h2 білий пішак · b1 білий король · d1 біла тура · e1 біла тура | a8 чорна тура · c8 чорний слон · e8 чорна тура · f8 чорний слон · g8 чорний король · b7 чорний пішак · f7 чорний пішак · g7 чорний пішак · a6 чорний пішак · d6 чорний пішак · e6 чорний пішак · f6 чорний кінь · h6 чорний пішак · a5 чорний ферзь · d4 білий кінь · e4 білий пішак · f4 білий пішак · g4 білий пішак · b3 білий слон · c3 білий кінь · a2 білий пішак · b2 білий пішак · c2 білий пішак · d2 білий ферзь · h2 білий пішак · b1 білий король · d1 біла тура · e1 біла тура | a8 чорна тура · c8 чорний слон · e8 чорна тура · f8 чорний слон · g8 чорний король · b7 чорний пішак · f7 чорний пішак · g7 чорний пішак · a6 чорний пішак · d6 чорний пішак · e6 чорний пішак · f6 чорний кінь · h6 чорний пішак · a5 чорний ферзь · d4 білий кінь · e4 білий пішак · f4 білий пішак · g4 білий пішак · b3 білий слон · c3 білий кінь · a2 білий пішак · b2 білий пішак · c2 білий пішак · d2 білий ферзь · h2 білий пішак · b1 білий король · d1 біла тура · e1 біла тура | a8 чорна тура · c8 чорний слон · e8 чорна тура · f8 чорний слон · g8 чорний король · b7 чорний пішак · f7 чорний пішак · g7 чорний пішак · a6 чорний пішак · d6 чорний пішак · e6 чорний пішак · f6 чорний кінь · h6 чорний пішак · a5 чорний ферзь · d4 білий кінь · e4 білий пішак · f4 білий пішак · g4 білий пішак · b3 білий слон · c3 білий кінь · a2 білий пішак · b2 білий пішак · c2 білий пішак · d2 білий ферзь · h2 білий пішак · b1 білий король · d1 біла тура · e1 біла тура | a8 чорна тура · c8 чорний слон · e8 чорна тура · f8 чорний слон · g8 чорний король · b7 чорний пішак · f7 чорний пішак · g7 чорний пішак · a6 чорний пішак · d6 чорний пішак · e6 чорний пішак · f6 чорний кінь · h6 чорний пішак · a5 чорний ферзь · d4 білий кінь · e4 білий пішак · f4 білий пішак · g4 білий пішак · b3 білий слон · c3 білий кінь · a2 білий пішак · b2 білий пішак · c2 білий пішак · d2 білий ферзь · h2 білий пішак · b1 білий король · d1 біла тура · e1 біла тура | 8 |
| 7 | a8 чорна тура · c8 чорний слон · e8 чорна тура · f8 чорний слон · g8 чорний король · b7 чорний пішак · f7 чорний пішак · g7 чорний пішак · a6 чорний пішак · d6 чорний пішак · e6 чорний пішак · f6 чорний кінь · h6 чорний пішак · a5 чорний ферзь · d4 білий кінь · e4 білий пішак · f4 білий пішак · g4 білий пішак · b3 білий слон · c3 білий кінь · a2 білий пішак · b2 білий пішак · c2 білий пішак · d2 білий ферзь · h2 білий пішак · b1 білий король · d1 біла тура · e1 біла тура | a8 чорна тура · c8 чорний слон · e8 чорна тура · f8 чорний слон · g8 чорний король · b7 чорний пішак · f7 чорний пішак · g7 чорний пішак · a6 чорний пішак · d6 чорний пішак · e6 чорний пішак · f6 чорний кінь · h6 чорний пішак · a5 чорний ферзь · d4 білий кінь · e4 білий пішак · f4 білий пішак · g4 білий пішак · b3 білий слон · c3 білий кінь · a2 білий пішак · b2 білий пішак · c2 білий пішак · d2 білий ферзь · h2 білий пішак · b1 білий король · d1 біла тура · e1 біла тура | a8 чорна тура · c8 чорний слон · e8 чорна тура · f8 чорний слон · g8 чорний король · b7 чорний пішак · f7 чорний пішак · g7 чорний пішак · a6 чорний пішак · d6 чорний пішак · e6 чорний пішак · f6 чорний кінь · h6 чорний пішак · a5 чорний ферзь · d4 білий кінь · e4 білий пішак · f4 білий пішак · g4 білий пішак · b3 білий слон · c3 білий кінь · a2 білий пішак · b2 білий пішак · c2 білий пішак · d2 білий ферзь · h2 білий пішак · b1 білий король · d1 біла тура · e1 біла тура | a8 чорна тура · c8 чорний слон · e8 чорна тура · f8 чорний слон · g8 чорний король · b7 чорний пішак · f7 чорний пішак · g7 чорний пішак · a6 чорний пішак · d6 чорний пішак · e6 чорний пішак · f6 чорний кінь · h6 чорний пішак · a5 чорний ферзь · d4 білий кінь · e4 білий пішак · f4 білий пішак · g4 білий пішак · b3 білий слон · c3 білий кінь · a2 білий пішак · b2 білий пішак · c2 білий пішак · d2 білий ферзь · h2 білий пішак · b1 білий король · d1 біла тура · e1 біла тура | a8 чорна тура · c8 чорний слон · e8 чорна тура · f8 чорний слон · g8 чорний король · b7 чорний пішак · f7 чорний пішак · g7 чорний пішак · a6 чорний пішак · d6 чорний пішак · e6 чорний пішак · f6 чорний кінь · h6 чорний пішак · a5 чорний ферзь · d4 білий кінь · e4 білий пішак · f4 білий пішак · g4 білий пішак · b3 білий слон · c3 білий кінь · a2 білий пішак · b2 білий пішак · c2 білий пішак · d2 білий ферзь · h2 білий пішак · b1 білий король · d1 біла тура · e1 біла тура | a8 чорна тура · c8 чорний слон · e8 чорна тура · f8 чорний слон · g8 чорний король · b7 чорний пішак · f7 чорний пішак · g7 чорний пішак · a6 чорний пішак · d6 чорний пішак · e6 чорний пішак · f6 чорний кінь · h6 чорний пішак · a5 чорний ферзь · d4 білий кінь · e4 білий пішак · f4 білий пішак · g4 білий пішак · b3 білий слон · c3 білий кінь · a2 білий пішак · b2 білий пішак · c2 білий пішак · d2 білий ферзь · h2 білий пішак · b1 білий король · d1 біла тура · e1 біла тура | a8 чорна тура · c8 чорний слон · e8 чорна тура · f8 чорний слон · g8 чорний король · b7 чорний пішак · f7 чорний пішак · g7 чорний пішак · a6 чорний пішак · d6 чорний пішак · e6 чорний пішак · f6 чорний кінь · h6 чорний пішак · a5 чорний ферзь · d4 білий кінь · e4 білий пішак · f4 білий пішак · g4 білий пішак · b3 білий слон · c3 білий кінь · a2 білий пішак · b2 білий пішак · c2 білий пішак · d2 білий ферзь · h2 білий пішак · b1 білий король · d1 біла тура · e1 біла тура | a8 чорна тура · c8 чорний слон · e8 чорна тура · f8 чорний слон · g8 чорний король · b7 чорний пішак · f7 чорний пішак · g7 чорний пішак · a6 чорний пішак · d6 чорний пішак · e6 чорний пішак · f6 чорний кінь · h6 чорний пішак · a5 чорний ферзь · d4 білий кінь · e4 білий пішак · f4 білий пішак · g4 білий пішак · b3 білий слон · c3 білий кінь · a2 білий пішак · b2 білий пішак · c2 білий пішак · d2 білий ферзь · h2 білий пішак · b1 білий король · d1 біла тура · e1 біла тура | 7 |
| 6 | a8 чорна тура · c8 чорний слон · e8 чорна тура · f8 чорний слон · g8 чорний король · b7 чорний пішак · f7 чорний пішак · g7 чорний пішак · a6 чорний пішак · d6 чорний пішак · e6 чорний пішак · f6 чорний кінь · h6 чорний пішак · a5 чорний ферзь · d4 білий кінь · e4 білий пішак · f4 білий пішак · g4 білий пішак · b3 білий слон · c3 білий кінь · a2 білий пішак · b2 білий пішак · c2 білий пішак · d2 білий ферзь · h2 білий пішак · b1 білий король · d1 біла тура · e1 біла тура | a8 чорна тура · c8 чорний слон · e8 чорна тура · f8 чорний слон · g8 чорний король · b7 чорний пішак · f7 чорний пішак · g7 чорний пішак · a6 чорний пішак · d6 чорний пішак · e6 чорний пішак · f6 чорний кінь · h6 чорний пішак · a5 чорний ферзь · d4 білий кінь · e4 білий пішак · f4 білий пішак · g4 білий пішак · b3 білий слон · c3 білий кінь · a2 білий пішак · b2 білий пішак · c2 білий пішак · d2 білий ферзь · h2 білий пішак · b1 білий король · d1 біла тура · e1 біла тура | a8 чорна тура · c8 чорний слон · e8 чорна тура · f8 чорний слон · g8 чорний король · b7 чорний пішак · f7 чорний пішак · g7 чорний пішак · a6 чорний пішак · d6 чорний пішак · e6 чорний пішак · f6 чорний кінь · h6 чорний пішак · a5 чорний ферзь · d4 білий кінь · e4 білий пішак · f4 білий пішак · g4 білий пішак · b3 білий слон · c3 білий кінь · a2 білий пішак · b2 білий пішак · c2 білий пішак · d2 білий ферзь · h2 білий пішак · b1 білий король · d1 біла тура · e1 біла тура | a8 чорна тура · c8 чорний слон · e8 чорна тура · f8 чорний слон · g8 чорний король · b7 чорний пішак · f7 чорний пішак · g7 чорний пішак · a6 чорний пішак · d6 чорний пішак · e6 чорний пішак · f6 чорний кінь · h6 чорний пішак · a5 чорний ферзь · d4 білий кінь · e4 білий пішак · f4 білий пішак · g4 білий пішак · b3 білий слон · c3 білий кінь · a2 білий пішак · b2 білий пішак · c2 білий пішак · d2 білий ферзь · h2 білий пішак · b1 білий король · d1 біла тура · e1 біла тура | a8 чорна тура · c8 чорний слон · e8 чорна тура · f8 чорний слон · g8 чорний король · b7 чорний пішак · f7 чорний пішак · g7 чорний пішак · a6 чорний пішак · d6 чорний пішак · e6 чорний пішак · f6 чорний кінь · h6 чорний пішак · a5 чорний ферзь · d4 білий кінь · e4 білий пішак · f4 білий пішак · g4 білий пішак · b3 білий слон · c3 білий кінь · a2 білий пішак · b2 білий пішак · c2 білий пішак · d2 білий ферзь · h2 білий пішак · b1 білий король · d1 біла тура · e1 біла тура | a8 чорна тура · c8 чорний слон · e8 чорна тура · f8 чорний слон · g8 чорний король · b7 чорний пішак · f7 чорний пішак · g7 чорний пішак · a6 чорний пішак · d6 чорний пішак · e6 чорний пішак · f6 чорний кінь · h6 чорний пішак · a5 чорний ферзь · d4 білий кінь · e4 білий пішак · f4 білий пішак · g4 білий пішак · b3 білий слон · c3 білий кінь · a2 білий пішак · b2 білий пішак · c2 білий пішак · d2 білий ферзь · h2 білий пішак · b1 білий король · d1 біла тура · e1 біла тура | a8 чорна тура · c8 чорний слон · e8 чорна тура · f8 чорний слон · g8 чорний король · b7 чорний пішак · f7 чорний пішак · g7 чорний пішак · a6 чорний пішак · d6 чорний пішак · e6 чорний пішак · f6 чорний кінь · h6 чорний пішак · a5 чорний ферзь · d4 білий кінь · e4 білий пішак · f4 білий пішак · g4 білий пішак · b3 білий слон · c3 білий кінь · a2 білий пішак · b2 білий пішак · c2 білий пішак · d2 білий ферзь · h2 білий пішак · b1 білий король · d1 біла тура · e1 біла тура | a8 чорна тура · c8 чорний слон · e8 чорна тура · f8 чорний слон · g8 чорний король · b7 чорний пішак · f7 чорний пішак · g7 чорний пішак · a6 чорний пішак · d6 чорний пішак · e6 чорний пішак · f6 чорний кінь · h6 чорний пішак · a5 чорний ферзь · d4 білий кінь · e4 білий пішак · f4 білий пішак · g4 білий пішак · b3 білий слон · c3 білий кінь · a2 білий пішак · b2 білий пішак · c2 білий пішак · d2 білий ферзь · h2 білий пішак · b1 білий король · d1 біла тура · e1 біла тура | 6 |
| 5 | a8 чорна тура · c8 чорний слон · e8 чорна тура · f8 чорний слон · g8 чорний король · b7 чорний пішак · f7 чорний пішак · g7 чорний пішак · a6 чорний пішак · d6 чорний пішак · e6 чорний пішак · f6 чорний кінь · h6 чорний пішак · a5 чорний ферзь · d4 білий кінь · e4 білий пішак · f4 білий пішак · g4 білий пішак · b3 білий слон · c3 білий кінь · a2 білий пішак · b2 білий пішак · c2 білий пішак · d2 білий ферзь · h2 білий пішак · b1 білий король · d1 біла тура · e1 біла тура | a8 чорна тура · c8 чорний слон · e8 чорна тура · f8 чорний слон · g8 чорний король · b7 чорний пішак · f7 чорний пішак · g7 чорний пішак · a6 чорний пішак · d6 чорний пішак · e6 чорний пішак · f6 чорний кінь · h6 чорний пішак · a5 чорний ферзь · d4 білий кінь · e4 білий пішак · f4 білий пішак · g4 білий пішак · b3 білий слон · c3 білий кінь · a2 білий пішак · b2 білий пішак · c2 білий пішак · d2 білий ферзь · h2 білий пішак · b1 білий король · d1 біла тура · e1 біла тура | a8 чорна тура · c8 чорний слон · e8 чорна тура · f8 чорний слон · g8 чорний король · b7 чорний пішак · f7 чорний пішак · g7 чорний пішак · a6 чорний пішак · d6 чорний пішак · e6 чорний пішак · f6 чорний кінь · h6 чорний пішак · a5 чорний ферзь · d4 білий кінь · e4 білий пішак · f4 білий пішак · g4 білий пішак · b3 білий слон · c3 білий кінь · a2 білий пішак · b2 білий пішак · c2 білий пішак · d2 білий ферзь · h2 білий пішак · b1 білий король · d1 біла тура · e1 біла тура | a8 чорна тура · c8 чорний слон · e8 чорна тура · f8 чорний слон · g8 чорний король · b7 чорний пішак · f7 чорний пішак · g7 чорний пішак · a6 чорний пішак · d6 чорний пішак · e6 чорний пішак · f6 чорний кінь · h6 чорний пішак · a5 чорний ферзь · d4 білий кінь · e4 білий пішак · f4 білий пішак · g4 білий пішак · b3 білий слон · c3 білий кінь · a2 білий пішак · b2 білий пішак · c2 білий пішак · d2 білий ферзь · h2 білий пішак · b1 білий король · d1 біла тура · e1 біла тура | a8 чорна тура · c8 чорний слон · e8 чорна тура · f8 чорний слон · g8 чорний король · b7 чорний пішак · f7 чорний пішак · g7 чорний пішак · a6 чорний пішак · d6 чорний пішак · e6 чорний пішак · f6 чорний кінь · h6 чорний пішак · a5 чорний ферзь · d4 білий кінь · e4 білий пішак · f4 білий пішак · g4 білий пішак · b3 білий слон · c3 білий кінь · a2 білий пішак · b2 білий пішак · c2 білий пішак · d2 білий ферзь · h2 білий пішак · b1 білий король · d1 біла тура · e1 біла тура | a8 чорна тура · c8 чорний слон · e8 чорна тура · f8 чорний слон · g8 чорний король · b7 чорний пішак · f7 чорний пішак · g7 чорний пішак · a6 чорний пішак · d6 чорний пішак · e6 чорний пішак · f6 чорний кінь · h6 чорний пішак · a5 чорний ферзь · d4 білий кінь · e4 білий пішак · f4 білий пішак · g4 білий пішак · b3 білий слон · c3 білий кінь · a2 білий пішак · b2 білий пішак · c2 білий пішак · d2 білий ферзь · h2 білий пішак · b1 білий король · d1 біла тура · e1 біла тура | a8 чорна тура · c8 чорний слон · e8 чорна тура · f8 чорний слон · g8 чорний король · b7 чорний пішак · f7 чорний пішак · g7 чорний пішак · a6 чорний пішак · d6 чорний пішак · e6 чорний пішак · f6 чорний кінь · h6 чорний пішак · a5 чорний ферзь · d4 білий кінь · e4 білий пішак · f4 білий пішак · g4 білий пішак · b3 білий слон · c3 білий кінь · a2 білий пішак · b2 білий пішак · c2 білий пішак · d2 білий ферзь · h2 білий пішак · b1 білий король · d1 біла тура · e1 біла тура | a8 чорна тура · c8 чорний слон · e8 чорна тура · f8 чорний слон · g8 чорний король · b7 чорний пішак · f7 чорний пішак · g7 чорний пішак · a6 чорний пішак · d6 чорний пішак · e6 чорний пішак · f6 чорний кінь · h6 чорний пішак · a5 чорний ферзь · d4 білий кінь · e4 білий пішак · f4 білий пішак · g4 білий пішак · b3 білий слон · c3 білий кінь · a2 білий пішак · b2 білий пішак · c2 білий пішак · d2 білий ферзь · h2 білий пішак · b1 білий король · d1 біла тура · e1 біла тура | 5 |
| 4 | a8 чорна тура · c8 чорний слон · e8 чорна тура · f8 чорний слон · g8 чорний король · b7 чорний пішак · f7 чорний пішак · g7 чорний пішак · a6 чорний пішак · d6 чорний пішак · e6 чорний пішак · f6 чорний кінь · h6 чорний пішак · a5 чорний ферзь · d4 білий кінь · e4 білий пішак · f4 білий пішак · g4 білий пішак · b3 білий слон · c3 білий кінь · a2 білий пішак · b2 білий пішак · c2 білий пішак · d2 білий ферзь · h2 білий пішак · b1 білий король · d1 біла тура · e1 біла тура | a8 чорна тура · c8 чорний слон · e8 чорна тура · f8 чорний слон · g8 чорний король · b7 чорний пішак · f7 чорний пішак · g7 чорний пішак · a6 чорний пішак · d6 чорний пішак · e6 чорний пішак · f6 чорний кінь · h6 чорний пішак · a5 чорний ферзь · d4 білий кінь · e4 білий пішак · f4 білий пішак · g4 білий пішак · b3 білий слон · c3 білий кінь · a2 білий пішак · b2 білий пішак · c2 білий пішак · d2 білий ферзь · h2 білий пішак · b1 білий король · d1 біла тура · e1 біла тура | a8 чорна тура · c8 чорний слон · e8 чорна тура · f8 чорний слон · g8 чорний король · b7 чорний пішак · f7 чорний пішак · g7 чорний пішак · a6 чорний пішак · d6 чорний пішак · e6 чорний пішак · f6 чорний кінь · h6 чорний пішак · a5 чорний ферзь · d4 білий кінь · e4 білий пішак · f4 білий пішак · g4 білий пішак · b3 білий слон · c3 білий кінь · a2 білий пішак · b2 білий пішак · c2 білий пішак · d2 білий ферзь · h2 білий пішак · b1 білий король · d1 біла тура · e1 біла тура | a8 чорна тура · c8 чорний слон · e8 чорна тура · f8 чорний слон · g8 чорний король · b7 чорний пішак · f7 чорний пішак · g7 чорний пішак · a6 чорний пішак · d6 чорний пішак · e6 чорний пішак · f6 чорний кінь · h6 чорний пішак · a5 чорний ферзь · d4 білий кінь · e4 білий пішак · f4 білий пішак · g4 білий пішак · b3 білий слон · c3 білий кінь · a2 білий пішак · b2 білий пішак · c2 білий пішак · d2 білий ферзь · h2 білий пішак · b1 білий король · d1 біла тура · e1 біла тура | a8 чорна тура · c8 чорний слон · e8 чорна тура · f8 чорний слон · g8 чорний король · b7 чорний пішак · f7 чорний пішак · g7 чорний пішак · a6 чорний пішак · d6 чорний пішак · e6 чорний пішак · f6 чорний кінь · h6 чорний пішак · a5 чорний ферзь · d4 білий кінь · e4 білий пішак · f4 білий пішак · g4 білий пішак · b3 білий слон · c3 білий кінь · a2 білий пішак · b2 білий пішак · c2 білий пішак · d2 білий ферзь · h2 білий пішак · b1 білий король · d1 біла тура · e1 біла тура | a8 чорна тура · c8 чорний слон · e8 чорна тура · f8 чорний слон · g8 чорний король · b7 чорний пішак · f7 чорний пішак · g7 чорний пішак · a6 чорний пішак · d6 чорний пішак · e6 чорний пішак · f6 чорний кінь · h6 чорний пішак · a5 чорний ферзь · d4 білий кінь · e4 білий пішак · f4 білий пішак · g4 білий пішак · b3 білий слон · c3 білий кінь · a2 білий пішак · b2 білий пішак · c2 білий пішак · d2 білий ферзь · h2 білий пішак · b1 білий король · d1 біла тура · e1 біла тура | a8 чорна тура · c8 чорний слон · e8 чорна тура · f8 чорний слон · g8 чорний король · b7 чорний пішак · f7 чорний пішак · g7 чорний пішак · a6 чорний пішак · d6 чорний пішак · e6 чорний пішак · f6 чорний кінь · h6 чорний пішак · a5 чорний ферзь · d4 білий кінь · e4 білий пішак · f4 білий пішак · g4 білий пішак · b3 білий слон · c3 білий кінь · a2 білий пішак · b2 білий пішак · c2 білий пішак · d2 білий ферзь · h2 білий пішак · b1 білий король · d1 біла тура · e1 біла тура | a8 чорна тура · c8 чорний слон · e8 чорна тура · f8 чорний слон · g8 чорний король · b7 чорний пішак · f7 чорний пішак · g7 чорний пішак · a6 чорний пішак · d6 чорний пішак · e6 чорний пішак · f6 чорний кінь · h6 чорний пішак · a5 чорний ферзь · d4 білий кінь · e4 білий пішак · f4 білий пішак · g4 білий пішак · b3 білий слон · c3 білий кінь · a2 білий пішак · b2 білий пішак · c2 білий пішак · d2 білий ферзь · h2 білий пішак · b1 білий король · d1 біла тура · e1 біла тура | 4 |
| 3 | a8 чорна тура · c8 чорний слон · e8 чорна тура · f8 чорний слон · g8 чорний король · b7 чорний пішак · f7 чорний пішак · g7 чорний пішак · a6 чорний пішак · d6 чорний пішак · e6 чорний пішак · f6 чорний кінь · h6 чорний пішак · a5 чорний ферзь · d4 білий кінь · e4 білий пішак · f4 білий пішак · g4 білий пішак · b3 білий слон · c3 білий кінь · a2 білий пішак · b2 білий пішак · c2 білий пішак · d2 білий ферзь · h2 білий пішак · b1 білий король · d1 біла тура · e1 біла тура | a8 чорна тура · c8 чорний слон · e8 чорна тура · f8 чорний слон · g8 чорний король · b7 чорний пішак · f7 чорний пішак · g7 чорний пішак · a6 чорний пішак · d6 чорний пішак · e6 чорний пішак · f6 чорний кінь · h6 чорний пішак · a5 чорний ферзь · d4 білий кінь · e4 білий пішак · f4 білий пішак · g4 білий пішак · b3 білий слон · c3 білий кінь · a2 білий пішак · b2 білий пішак · c2 білий пішак · d2 білий ферзь · h2 білий пішак · b1 білий король · d1 біла тура · e1 біла тура | a8 чорна тура · c8 чорний слон · e8 чорна тура · f8 чорний слон · g8 чорний король · b7 чорний пішак · f7 чорний пішак · g7 чорний пішак · a6 чорний пішак · d6 чорний пішак · e6 чорний пішак · f6 чорний кінь · h6 чорний пішак · a5 чорний ферзь · d4 білий кінь · e4 білий пішак · f4 білий пішак · g4 білий пішак · b3 білий слон · c3 білий кінь · a2 білий пішак · b2 білий пішак · c2 білий пішак · d2 білий ферзь · h2 білий пішак · b1 білий король · d1 біла тура · e1 біла тура | a8 чорна тура · c8 чорний слон · e8 чорна тура · f8 чорний слон · g8 чорний король · b7 чорний пішак · f7 чорний пішак · g7 чорний пішак · a6 чорний пішак · d6 чорний пішак · e6 чорний пішак · f6 чорний кінь · h6 чорний пішак · a5 чорний ферзь · d4 білий кінь · e4 білий пішак · f4 білий пішак · g4 білий пішак · b3 білий слон · c3 білий кінь · a2 білий пішак · b2 білий пішак · c2 білий пішак · d2 білий ферзь · h2 білий пішак · b1 білий король · d1 біла тура · e1 біла тура | a8 чорна тура · c8 чорний слон · e8 чорна тура · f8 чорний слон · g8 чорний король · b7 чорний пішак · f7 чорний пішак · g7 чорний пішак · a6 чорний пішак · d6 чорний пішак · e6 чорний пішак · f6 чорний кінь · h6 чорний пішак · a5 чорний ферзь · d4 білий кінь · e4 білий пішак · f4 білий пішак · g4 білий пішак · b3 білий слон · c3 білий кінь · a2 білий пішак · b2 білий пішак · c2 білий пішак · d2 білий ферзь · h2 білий пішак · b1 білий король · d1 біла тура · e1 біла тура | a8 чорна тура · c8 чорний слон · e8 чорна тура · f8 чорний слон · g8 чорний король · b7 чорний пішак · f7 чорний пішак · g7 чорний пішак · a6 чорний пішак · d6 чорний пішак · e6 чорний пішак · f6 чорний кінь · h6 чорний пішак · a5 чорний ферзь · d4 білий кінь · e4 білий пішак · f4 білий пішак · g4 білий пішак · b3 білий слон · c3 білий кінь · a2 білий пішак · b2 білий пішак · c2 білий пішак · d2 білий ферзь · h2 білий пішак · b1 білий король · d1 біла тура · e1 біла тура | a8 чорна тура · c8 чорний слон · e8 чорна тура · f8 чорний слон · g8 чорний король · b7 чорний пішак · f7 чорний пішак · g7 чорний пішак · a6 чорний пішак · d6 чорний пішак · e6 чорний пішак · f6 чорний кінь · h6 чорний пішак · a5 чорний ферзь · d4 білий кінь · e4 білий пішак · f4 білий пішак · g4 білий пішак · b3 білий слон · c3 білий кінь · a2 білий пішак · b2 білий пішак · c2 білий пішак · d2 білий ферзь · h2 білий пішак · b1 білий король · d1 біла тура · e1 біла тура | a8 чорна тура · c8 чорний слон · e8 чорна тура · f8 чорний слон · g8 чорний король · b7 чорний пішак · f7 чорний пішак · g7 чорний пішак · a6 чорний пішак · d6 чорний пішак · e6 чорний пішак · f6 чорний кінь · h6 чорний пішак · a5 чорний ферзь · d4 білий кінь · e4 білий пішак · f4 білий пішак · g4 білий пішак · b3 білий слон · c3 білий кінь · a2 білий пішак · b2 білий пішак · c2 білий пішак · d2 білий ферзь · h2 білий пішак · b1 білий король · d1 біла тура · e1 біла тура | 3 |
| 2 | a8 чорна тура · c8 чорний слон · e8 чорна тура · f8 чорний слон · g8 чорний король · b7 чорний пішак · f7 чорний пішак · g7 чорний пішак · a6 чорний пішак · d6 чорний пішак · e6 чорний пішак · f6 чорний кінь · h6 чорний пішак · a5 чорний ферзь · d4 білий кінь · e4 білий пішак · f4 білий пішак · g4 білий пішак · b3 білий слон · c3 білий кінь · a2 білий пішак · b2 білий пішак · c2 білий пішак · d2 білий ферзь · h2 білий пішак · b1 білий король · d1 біла тура · e1 біла тура | a8 чорна тура · c8 чорний слон · e8 чорна тура · f8 чорний слон · g8 чорний король · b7 чорний пішак · f7 чорний пішак · g7 чорний пішак · a6 чорний пішак · d6 чорний пішак · e6 чорний пішак · f6 чорний кінь · h6 чорний пішак · a5 чорний ферзь · d4 білий кінь · e4 білий пішак · f4 білий пішак · g4 білий пішак · b3 білий слон · c3 білий кінь · a2 білий пішак · b2 білий пішак · c2 білий пішак · d2 білий ферзь · h2 білий пішак · b1 білий король · d1 біла тура · e1 біла тура | a8 чорна тура · c8 чорний слон · e8 чорна тура · f8 чорний слон · g8 чорний король · b7 чорний пішак · f7 чорний пішак · g7 чорний пішак · a6 чорний пішак · d6 чорний пішак · e6 чорний пішак · f6 чорний кінь · h6 чорний пішак · a5 чорний ферзь · d4 білий кінь · e4 білий пішак · f4 білий пішак · g4 білий пішак · b3 білий слон · c3 білий кінь · a2 білий пішак · b2 білий пішак · c2 білий пішак · d2 білий ферзь · h2 білий пішак · b1 білий король · d1 біла тура · e1 біла тура | a8 чорна тура · c8 чорний слон · e8 чорна тура · f8 чорний слон · g8 чорний король · b7 чорний пішак · f7 чорний пішак · g7 чорний пішак · a6 чорний пішак · d6 чорний пішак · e6 чорний пішак · f6 чорний кінь · h6 чорний пішак · a5 чорний ферзь · d4 білий кінь · e4 білий пішак · f4 білий пішак · g4 білий пішак · b3 білий слон · c3 білий кінь · a2 білий пішак · b2 білий пішак · c2 білий пішак · d2 білий ферзь · h2 білий пішак · b1 білий король · d1 біла тура · e1 біла тура | a8 чорна тура · c8 чорний слон · e8 чорна тура · f8 чорний слон · g8 чорний король · b7 чорний пішак · f7 чорний пішак · g7 чорний пішак · a6 чорний пішак · d6 чорний пішак · e6 чорний пішак · f6 чорний кінь · h6 чорний пішак · a5 чорний ферзь · d4 білий кінь · e4 білий пішак · f4 білий пішак · g4 білий пішак · b3 білий слон · c3 білий кінь · a2 білий пішак · b2 білий пішак · c2 білий пішак · d2 білий ферзь · h2 білий пішак · b1 білий король · d1 біла тура · e1 біла тура | a8 чорна тура · c8 чорний слон · e8 чорна тура · f8 чорний слон · g8 чорний король · b7 чорний пішак · f7 чорний пішак · g7 чорний пішак · a6 чорний пішак · d6 чорний пішак · e6 чорний пішак · f6 чорний кінь · h6 чорний пішак · a5 чорний ферзь · d4 білий кінь · e4 білий пішак · f4 білий пішак · g4 білий пішак · b3 білий слон · c3 білий кінь · a2 білий пішак · b2 білий пішак · c2 білий пішак · d2 білий ферзь · h2 білий пішак · b1 білий король · d1 біла тура · e1 біла тура | a8 чорна тура · c8 чорний слон · e8 чорна тура · f8 чорний слон · g8 чорний король · b7 чорний пішак · f7 чорний пішак · g7 чорний пішак · a6 чорний пішак · d6 чорний пішак · e6 чорний пішак · f6 чорний кінь · h6 чорний пішак · a5 чорний ферзь · d4 білий кінь · e4 білий пішак · f4 білий пішак · g4 білий пішак · b3 білий слон · c3 білий кінь · a2 білий пішак · b2 білий пішак · c2 білий пішак · d2 білий ферзь · h2 білий пішак · b1 білий король · d1 біла тура · e1 біла тура | a8 чорна тура · c8 чорний слон · e8 чорна тура · f8 чорний слон · g8 чорний король · b7 чорний пішак · f7 чорний пішак · g7 чорний пішак · a6 чорний пішак · d6 чорний пішак · e6 чорний пішак · f6 чорний кінь · h6 чорний пішак · a5 чорний ферзь · d4 білий кінь · e4 білий пішак · f4 білий пішак · g4 білий пішак · b3 білий слон · c3 білий кінь · a2 білий пішак · b2 білий пішак · c2 білий пішак · d2 білий ферзь · h2 білий пішак · b1 білий король · d1 біла тура · e1 біла тура | 2 |
| 1 | a8 чорна тура · c8 чорний слон · e8 чорна тура · f8 чорний слон · g8 чорний король · b7 чорний пішак · f7 чорний пішак · g7 чорний пішак · a6 чорний пішак · d6 чорний пішак · e6 чорний пішак · f6 чорний кінь · h6 чорний пішак · a5 чорний ферзь · d4 білий кінь · e4 білий пішак · f4 білий пішак · g4 білий пішак · b3 білий слон · c3 білий кінь · a2 білий пішак · b2 білий пішак · c2 білий пішак · d2 білий ферзь · h2 білий пішак · b1 білий король · d1 біла тура · e1 біла тура | a8 чорна тура · c8 чорний слон · e8 чорна тура · f8 чорний слон · g8 чорний король · b7 чорний пішак · f7 чорний пішак · g7 чорний пішак · a6 чорний пішак · d6 чорний пішак · e6 чорний пішак · f6 чорний кінь · h6 чорний пішак · a5 чорний ферзь · d4 білий кінь · e4 білий пішак · f4 білий пішак · g4 білий пішак · b3 білий слон · c3 білий кінь · a2 білий пішак · b2 білий пішак · c2 білий пішак · d2 білий ферзь · h2 білий пішак · b1 білий король · d1 біла тура · e1 біла тура | a8 чорна тура · c8 чорний слон · e8 чорна тура · f8 чорний слон · g8 чорний король · b7 чорний пішак · f7 чорний пішак · g7 чорний пішак · a6 чорний пішак · d6 чорний пішак · e6 чорний пішак · f6 чорний кінь · h6 чорний пішак · a5 чорний ферзь · d4 білий кінь · e4 білий пішак · f4 білий пішак · g4 білий пішак · b3 білий слон · c3 білий кінь · a2 білий пішак · b2 білий пішак · c2 білий пішак · d2 білий ферзь · h2 білий пішак · b1 білий король · d1 біла тура · e1 біла тура | a8 чорна тура · c8 чорний слон · e8 чорна тура · f8 чорний слон · g8 чорний король · b7 чорний пішак · f7 чорний пішак · g7 чорний пішак · a6 чорний пішак · d6 чорний пішак · e6 чорний пішак · f6 чорний кінь · h6 чорний пішак · a5 чорний ферзь · d4 білий кінь · e4 білий пішак · f4 білий пішак · g4 білий пішак · b3 білий слон · c3 білий кінь · a2 білий пішак · b2 білий пішак · c2 білий пішак · d2 білий ферзь · h2 білий пішак · b1 білий король · d1 біла тура · e1 біла тура | a8 чорна тура · c8 чорний слон · e8 чорна тура · f8 чорний слон · g8 чорний король · b7 чорний пішак · f7 чорний пішак · g7 чорний пішак · a6 чорний пішак · d6 чорний пішак · e6 чорний пішак · f6 чорний кінь · h6 чорний пішак · a5 чорний ферзь · d4 білий кінь · e4 білий пішак · f4 білий пішак · g4 білий пішак · b3 білий слон · c3 білий кінь · a2 білий пішак · b2 білий пішак · c2 білий пішак · d2 білий ферзь · h2 білий пішак · b1 білий король · d1 біла тура · e1 біла тура | a8 чорна тура · c8 чорний слон · e8 чорна тура · f8 чорний слон · g8 чорний король · b7 чорний пішак · f7 чорний пішак · g7 чорний пішак · a6 чорний пішак · d6 чорний пішак · e6 чорний пішак · f6 чорний кінь · h6 чорний пішак · a5 чорний ферзь · d4 білий кінь · e4 білий пішак · f4 білий пішак · g4 білий пішак · b3 білий слон · c3 білий кінь · a2 білий пішак · b2 білий пішак · c2 білий пішак · d2 білий ферзь · h2 білий пішак · b1 білий король · d1 біла тура · e1 біла тура | a8 чорна тура · c8 чорний слон · e8 чорна тура · f8 чорний слон · g8 чорний король · b7 чорний пішак · f7 чорний пішак · g7 чорний пішак · a6 чорний пішак · d6 чорний пішак · e6 чорний пішак · f6 чорний кінь · h6 чорний пішак · a5 чорний ферзь · d4 білий кінь · e4 білий пішак · f4 білий пішак · g4 білий пішак · b3 білий слон · c3 білий кінь · a2 білий пішак · b2 білий пішак · c2 білий пішак · d2 білий ферзь · h2 білий пішак · b1 білий король · d1 біла тура · e1 біла тура | a8 чорна тура · c8 чорний слон · e8 чорна тура · f8 чорний слон · g8 чорний король · b7 чорний пішак · f7 чорний пішак · g7 чорний пішак · a6 чорний пішак · d6 чорний пішак · e6 чорний пішак · f6 чорний кінь · h6 чорний пішак · a5 чорний ферзь · d4 білий кінь · e4 білий пішак · f4 білий пішак · g4 білий пішак · b3 білий слон · c3 білий кінь · a2 білий пішак · b2 білий пішак · c2 білий пішак · d2 білий ферзь · h2 білий пішак · b1 білий король · d1 біла тура · e1 біла тура | 1 |
|   | a | b | c | d | e | f | g | h |   |

Дев'ятнадцята партія почалась сицилійським захистом — обопільно гострим дебютом, вибір якого можна зрозуміти лише бажанням «залізного Тиграна» зрівняти рахунок у матчі. Однак фахівці мали сумніви, чи доцільно було грати «сицилійку» чорними, якщо в ній ініціативою володіють, як правило, білі. Вже у дебюті чемпіон ослабив королівський фланг, давши можливість білим атакувати його. Претендент розпочав пішаковий наступ, відкривши доступ до короля на лініях «g» і «f» і змусив суперника капітулювати.
Перед двадцятою партією Спаський, який набрав переможну ходу, узяв перерву на два дні, що зіграло на руку Петросянові. Чемпіон відпочив і на підйомі провів партію, натомість, Спаський грав пасивно, без контршансів і програв. За чотири партії до кінця вірменський шахіст скоротив відставання в рахунку до 9½:10½.
У двадцять першій партії Петросян відповів на 1.e4 ходом … e5, що рідко зустрічалося в його турнірній практиці. Спаський був значно кращим знавцем відкритих дебютів, ніж Петросян, який майже не грав їх. Проте, як зазначив секундант Петросяна Болеславський, гостра іспанська партія була однією із домашніх заготовок чемпіона у випадку потреби загострити боротьбу в матчі. Білі (Спаський) добилися позиційної переваги й критичним став 25-й хід чорних. Аби зберегти шанси на нічию, Петросян мусив жертвувати якість і атакувати фігури в центрі, натомість вибрав обмін і спрощення позиції, що було на користь Спаського, який довів гру до перемоги. У наступних трьох партіях для перемоги в матчі претендентові достатньо було набрати одне очко.
Двадцять другу партію білі провели недостатньо ініціативно, вибираючи планомірний спокійний розвиток фігур замість наступальних дій. Спаський отримав кращу позицію, суперники пішли на спрощення та погодились на нічию.
У двадцять третій партії за рівної гри Спаський запропонував нічию, яка означала би його перемогу в матчі. Петросян відхилив пропозицію, але отримав безнадійний ендшпіль перед дограванням. Наступного дня Спаський запропонував почесну нічию, яка була прийнята. Із рахунком 12½:10½ перемогу в матчі та звання чемпіона світу отримав Борис Спаський.

## Цікаві факти
19-а партія матчу отримала приз югославського «Шахового інформатора» за найкращу партію (лавреата визначали щономера) з рекордною на той час перевагою — 7 із 8 членів журі поставили її на перше місце й один — на третє, що дало 78 балів із 80 можливих (97,5 %).